# Harry Gelbfarb
Harry Gelbfarb (* 5. Oktober 1930 in Wien; † 27. Mai 2005 in Zell) war ein österreichisch-amerikanischer Bodybuilder und Unternehmer. Er gründete das erste deutsche Fitnessstudio und den ersten deutschen Bodybuilding-Verband.

## Leben

### Jugend zwischen Verfolgung und Emigration
Gelbfarb wurde als Sohn eines katholischen Vaters und einer jüdischen Mutter geboren, die ihn nach der Geburt in ein Waisenhaus gab. Im Alter von vier Jahren wurde er von einem Ehepaar adoptiert. Nach dem „Anschluss Österreichs“ wurden seine Adoptiveltern ins Konzentrationslager verschleppt, Gelbfarb kam in ein jüdisches Kinderheim. Der Schulbesuch war ihm verboten, stattdessen musste er Zwangsarbeit leisten. Der Deportation in ein Vernichtungslager entging Gelbfarb nur, weil die Leiterin des Kinderheims, Franzi Löw, den katholischen Geistlichen Ludger Born überzeugen konnte, einen gefälschten Taufschein für Gelbfarb auszustellen.
1947 wanderte Gelbfarb mit seiner aus dem Konzentrationslager zurückgekehrten Pflegemutter nach New York aus, wo er sich dem Boxen zuwandte. Als Boxer bestritt er rund 50 Kämpfe und erreichte im Weltergewicht das Semifinale bei den Golden-Glove-Meisterschaften in New York. Fotos in Bodybuilder-Magazinen inspirierten Gelbfarb, sein Boxtraining um Übungen zum gezielten Muskelaufbau zu ergänzen. 1950 begann Gelbfarb mit dem Bodybuilding. Beim Training im New Yorker Eastside Barbell Club lernte er einige der damals bekannten Bodybuilder kennen.

### Aufbau des Bodybuildings in Deutschlands
1951 wurde Gelbfarb zur Armee eingezogen und schließlich in Schweinfurt stationiert. Dort lernte er seine spätere Frau Elly Böttcher kennen, eine Sportlehrerin und Leichtathletin. Nach dem Ende der Armeezeit kehrte Gelbfarb zunächst in die USA zurück. In West Hollywood arbeitete er als Trainer und Physiotherapeut im renommierten Beverly Hills Health Club. Seine Freizeit verbrachte er am so genannten Muscle Beach im nahe gelegenen Santa Monica. Dort traf er bekannte Bodybuilder wie Steve Reeves und Joe Weider. Er arbeitete damals auch als Fotomodell und Filmschauspieler in kleineren Rollen.
Im Herbst 1955 kehrte Gelbfarb nach Schweinfurt zurück. Im Januar 1956 eröffnete er auf 70 m² das erste Fitnessstudio Deutschlands. Zwei Jahre später hielt er seine ersten Studiomeisterschaften ab.
Als Gelbfarb 1959 an den Europameisterschaften in Turin teilnehmen wollte, wurde ihm der Start verweigert, weil dort nur von nationalen Verbänden nominierte Sportler auftreten durften. Gelbfarb gründete daraufhin zusammen mit Mitgliedern seines Studios kurzerhand den Deutschen Körperbildungs-Bund (DKB) als ersten deutschen Bodybuilding-Verband. Letztendlich konnte Gelbfarb zusammen mit zwei seiner Schüler (einer davon war Hans Glaab) doch noch in Turin starten. Die erste deutsche Meisterschaft im Jahr 1960 in München organisierte Gelbfarb zusammen mit Rolf Putziger. Im selben Jahr übernahm Putziger den Vorsitz des DKB, der in Bund Deutscher Bodybuilder (BDB) umbenannt wurde. In den folgenden Jahren engagierte sich Gelbfarb als Juror und Organisator bei deutschen Meisterschaften und veranstaltete Städtevergleichswettbewerbe, bevor er sich gegen Ende der sechziger Jahre wegen Differenzen mit Putziger aus der Verbandsarbeit zurückzog. Erst 1979 ließ er sich wieder in den bayerischen Landes- und den Bundesvorstand des Deutschen Bodybuilding- und Fitness-Verbandes (DBFV) wählen.
1981 organisierte Gelbfarb in seinem Schweinfurter Studio die ersten deutschen Meisterschaften im Kraftdreikampf für Frauen sowie die ersten deutschen Bodybuilding-Meisterschaften im Paar-Posing. Für die im selben Jahr in Hannover abgehaltenen ersten Frauenmeisterschaften im Bodybuilding formulierte Gelbfarb die Richtlinien mit.

Der Sportwissenschaftler Jürgen Gießing würdigte Gelbfarbs Verdienste um das Bodybuilding mit den Worten: 

„If Jahn had not created Turnen; if Turnen had not embraced weightlifting; if Sig Klein had not become a Turnverein member and then a gym owner; and if Harry Gelbfarb had not wandered into Klein’s gym one day and begun to learn about bodybuilding; then Gelbfarb might never have returned to the Fatherland and launched the modern era of this sport in Germany.“ („Hätte (Friedrich Ludwig) Jahn nicht das Turnen erfunden; hätte das Turnen nicht auch Gewichtheben umfasst; wäre Sig Klein nicht Mitglied im Turnverein und später Besitzer eines Studios gewesen; und wäre Harry Gelbfarb nicht eines Tages in Kleins Studio gekommen und hätte das Bodybuilding erlernt; dann wäre Gelbfarb möglicherweise nie in sein Heimatland zurückgekehrt und hätte das moderne Zeitalter dieser Sportart in Deutschland eingeleitet.)“

### Geschäfts- und Privatleben
Gelbfarb betrieb mehrere Fitnessstudios und physiotherapeutische Zentren in Schweinfurt, Würzburg und Nürnberg. Von 1983 bis Anfang der neunziger Jahre war er Besitzer eines Fitnessstudios im kalifornischen San Clemente. Nach dessen Verkauf zog er sich aus dem Studiobetrieb zurück.
Die Zeitschrift Sportrevue schrieb 1981: „Gelbfarb ist Vegetarier aus Überzeugung, interessiert sich sehr stark für Philosophie, Metaphysik und Parapsychologie.“ Religiös engagierte sich Gelbfarb bei den Rosenkreuzern, genauer bei der Rosicrucian Fellowship mit Sitz im kalifornischen Oceanside.

### Würdigungen von Harry Gelbfarb
Der DBFV nahm Gelbfarb 2010 in seine Hall of Fame auf. 2017 war ein Exemplar des von Gelbfarb erfundenen Expanders in der Ausstellung „Never walk alone – Jüdische Identitäten im Sport“ im Jüdischen Museum München zu sehen.
Im September 2020 war die Gründung des ersten deutschen Fitnessstudios durch Gelbfarb ein Themenvorschlag beim Geschichtswettbewerb des Bundespräsidenten.